# 인도의 국기
인도의 국기는 1947년 7월 22일에 제정되었다. 인도의 국기는 인도 국민 회의의 기를 바탕으로 한 것이다. 주황색, 하얀색, 초록색 세 가지 색으로 구성된 가로 줄무늬 가운데에는 아소카차크라(24개의 축을 가진 파란색 법륜) 가 그려져 있다. 
주황색은 용기와 헌신을, 하얀색은 진리와 평화를, 초록색은 믿음과 번영을 의미하며, 파란색 법륜인 아소카차크라는 마우리아 황제 아소카의 사자상에 새겨져 있는 법륜에서 유래되었다. 모양이 비슷한 국기로는 니제르의 국기가 있다.

## 색상
| 색상 | 주황                 | 하양                  | 초록               | 파랑              |
| ---- | -------------------- | --------------------- | ------------------ | ----------------- |
| RGB  | 255–103–31 (#FF671F) | 255–255–255 (#FFFFFF) | 4–106–56 (#046A38) | 6–3–141 (#06038D) |

## 그 외의 기

상선기
정부기
육군기
공군기
해군기
해군기 (1950-2001)
해군기 (2001-2004)

## 과거의 기

### 인도반도

무굴 제국의 국기
무굴 제국의 국기
무굴 제국의 국기

### 북인도

델리 술탄국의 국기 1206년-1526년
시킴 왕국의 국기 1642년-1975년
시크 제국의 국기 1799년-1849년
잠무 카슈미르 번왕국의 국기 1846년-1952년

### 남인도

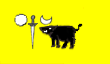
비자야나가르 제국의 국기 1336년-1646년
마이소르 왕국의 국기
마이소르 왕국의 국기 1399년-1947년
마라타 제국의 국기 1674년-1818년
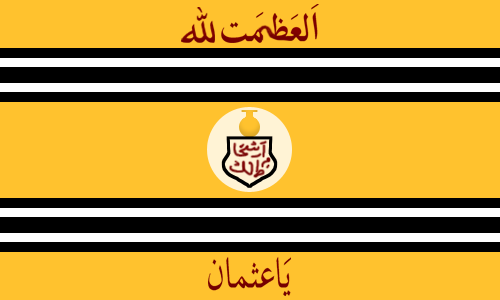
하이데라바드국의 국기 1724년-1948년
트라방코르 왕국 1729년-1947년
하이데라바드국 1900년-1947년

### 영국령 인도

회사령 인도의 국기 1757년-1858년
영국령 인도의 기
영국령 인도의 해군기
영국령 인도의 총독기
자유 인도 임시 정부의 국기, 국기의 원형이 된 인도 국민 회의의 기

관련 문헌
신민하(2019), '국기(國旗) 제정과정에서 나타나는 식민지 인도의 국가 정체성 형성과정에 대한 고찰 1905-1947', 아시아문화연구, 50집, pp.137-182 (https://www.kci.go.kr/kciportal/ci/sereArticleSearch/ciSereArtiView.kci?sereArticleSearchBean.artiId=ART002501791)

## 같이 보기
- 인도의 국가
- 사티야메바 자야테
- 인도의 국장